# Edward (ballata)
Edward è una ballata tradizionale in lingua inglese. Nelle Child Ballads le è attribuito il numero 13.

## Storia e struttura della ballata
Il testo più famoso di Edward è quello pubblicato nelle Reliques of Ancient English Poetry di Thomas Percy (1765, I, 53) ed è indubbiamente una delle ballate tradizionali preferite dai lettori più raffinati. Una copia della ballata venne consegnata al grande antiquario da un magistrato scozzese, Sir David Dalrymple, e fu probabilmente lo stesso Percy ad introdurre le grafie anticheggianti quhy (per why), ze, zour (per ye, your), ecc., che si mantengono usualmente per rispetto della tradizione, sebbene siano con tutta probabilità false. La lingua della ballata è comunque l'inglese di Scozia (Lallans).
Questa magistrale ballata interamente in forma di dialogo si serve d'ogni artificio per amplificare la tensione drammatica, dalla ripetizione progressiva alle domande retoriche che fanno gradualmente presagire la catastrofe tenendola però continuamente in sospeso; la klimax giunge al culmine quando viene rivelata la colpa della madre, nelle ultime righe della ballata; tale espediente, che è esattamente l'opposto degli schemi ballatistici usuali (di solito, i colpevoli vengono rivelati all'inizio), è di grande efficacia letteraria, ed alcuni studiosi sospettano non senza motivo che la copia di Edward giunta in possesso del Percy fosse stata modificata da qualche "addetto ai lavori", se non addirittura dal Percy stesso.
La storia di Edward si è rivelata decisamente troppo "forte" per i puritani lettori americani: 
non il padre, ma un fratello od un cognato dell'Heautontimoroumenos sono le vittime 
nelle versioni d'oltreoceano, e la madre non prende assolutamente parte al crimine. Ma secondo 
lo studio dettagliato di Archer Taylor, Edward and Svend i Rosengård 
("Edward e Svend i Rosengård", 1931), le versioni americane sono forse più vicine all'originale di quanto non lo siano quelle inglesi o scozzesi, da cui discesero le versioni scandinave. 
Nel nostro testo, Edward intende andare in esilio. Un'altra versione scozzese (Motherwell, p. 139; 
Child, I, 169) ce lo presenta invece mentre mette piede in una "barca senza fondo", 
il che fa venire in mente che, in un'antica forma della storia, Edward subiva un'antica punizione 
adottata per il fratricidio: quella di essere abbandonato al largo in una barca cui era stato tolto il tappo.
Questa ballata stimolò la fantasia del grande compositore Johannes Brahms: la prima delle Ballate op.10 per pianoforte è infatti ispirata a questo testo. La struttura musicale fa pensare che si trattasse inizialmente di un Lied, visto che la melodia iniziale si sovrappone perfettamente alle sillabe della ballata.

## Il testo originale della ballata
Quhy dois zour brand sae drap wi' bluid,
	
Edward, Edward?

Quhy dois zour brand sae drap wi' bluid

And quhy sae sad gang zee, o?
O, I hae killed my hauke sae guid,

Mither, mither:

O, I hae killed my hauke sae guid

And I had nae mair bot hee, o.
Zour haukis bluid was nevir sae reid;
	
Edward, Edward;

Zour haukis bluid was nevir sae reid,

My deir son I tell thee, o. O,
I hae killed my reid-roan steid,

Mither, mither:

O, I hae killed my reid-roan steid,

That erst was sae fair and frie, o.
Zour steid was auld, and ze hae gat mair,
	
Edward, Edward;

Zour steid was auld, and ze hae gat mair,

Sum other dule ze drie, o;
O, I hae killed my fadir deir,

Mither, mither:

O, I hae killed my fadir deir,

Alas! And wae is mee, o.
And quhatten penance will ze drie for that
	
Edward, Edward;

And quhatten penance will ze drie for that?

My deir son, now tell me, o;
Ile set my feit in zonder boat,

Mither, mither:

Ile set my feit in zonder boat,

And Ile fare ovir the sea, o.
And quhat wul ze doe wi zour towirs and zour ha',
	
Edward, Edward?

And quhat wul ze doe wi zour towirs and zour ha'

That were sae fair to see, o?
Ile let thame stand tul they doun fa,

Mither, mither:

Ile let thame stand tul they doun fa,

For here nevir mair maun I bee, o.
And quhat wul ze leive to zour bairns and zour wife,
	
Edward, Edward?

And quhat wul ze leive to zour bairns and zour wife,

Quhan zou gang ovir the sea, o?
The warldis room, late them beg thrae life,

Mither, mither,

The warldis room, late them beg thrae life,

For thame nevir mair wul I see, o.
And quhat wul ze leive to zour ain mither deir,
	
Edward, Edward?

And quhat wul ze leive to zour ain mither deir,

My deir son, now tell mee, o?
The curse of hell frae me sall ze beir,

Mither, mither,

The curse of hell frae me sall ze beir,

Sic counseils ze gave to me, o.

## Versione italiana
Perché la tua spada gocciola così di sangue,
	
Edward, Edward?

Perché la tua spada gocciola così di sangue

E perché te ne vai tanto triste?
Oh, ho ucciso il mio falco valente,

Madre, madre:

Oh, ho ucciso il mio falco valente,

Ed io non avevo che quello.
Il sangue d'un falco non fu mai tanto rosso,
	
Edward, Edward:

Il sangue d'un falco non fu mai tanto rosso,

Questo ti dico, figlio mio;
Oh, ho ucciso il mio cavallo roano,

Madre, madre,

Oh, ho ucciso il mio cavallo roano

Prima così libero e felice.
Il tuo cavallo era vecchio, ne hai altri,
	
Edward, Edward;

Il tuo cavallo era vecchio, ne hai altri,

Qualche altra pena t'affligge.
Oh, ho ucciso il mio amato padre,

Madre, madre;

Oh, ho ucciso il mio amato padre,

Ahimè, ed il male mi colga!
E quale pena ne vuoi portare,
	
Edward, Edward?

Quale pena ne vuoi portare,

Dimmelo adesso, caro figliolo;
Salirò su quella barca,

Madre, madre;

Salirò su quella barca

E me ne andrò per il mare.
E che ne farai delle tue torri e castelli,
	
Edward, Edward?

E che ne farai delle tue torri e castelli,

Un tempo, alla vista, così tanto belli?
Li lascerò stare in piedi finché giù non cadranno,

Madre, madre;

Li lascerò stare in piedi finché giù non cadranno,

Ché, tanto, mai più vi potrò ritornare.
E che lascerai ai tuoi figli e a tua moglie,
	
Edward, Edward?

Che lascerai ai tuoi figli e a tua moglie

Quando tu te ne andrai per il mare?
Il vasto mondo per mendicarsi la vita,

Madre, madre;

Il vasto mondo per mendicarsi la vita,

Ché, tanto, non li rivedrò mai più.
E che lascerai alla tua cara madre,
	
Edward, Edward?

Che lascerai alla tua cara madre?

Dimmelo adesso, caro figliolo;
Per me porterai la maledizione infernale,

Madre, madre;

Per me porterai la maledizione infernale,

Tu, che m'hai dato siffatti consigli.